# ラード (バンド)
ラード（Lard）は、1988年にジェロ・ビアフラ（ボーカル、元デッド・ケネディーズ）、アル・ジュールゲンセン（ギター、ミニストリー）、ポール・バーカー（ベース、元ミニストリー）、およびジェフ・ワード（ドラム、かつてはミニストリーのツアー・メンバー）によるサイド・プロジェクトとして結成された、アメリカのハードコア・パンク／インダストリアル・バンドである。長年にわたる活動の中で、ミニストリーに所属する他のメンバー（すなわちビル・リーフリン、マイク・スカーシャ、レイ・ウォッシャム）がラードとともに演奏を行った。
ビアフラが手掛けた楽曲作品の大部分と同じく、ラードによる楽曲は怒りに満ちた政治的な（麻薬戦争は特に一般的な題材だが）ものだったが、しばしばユーモアを帯びていた。
ラードは公式的な形でツアーを行っておらず、僅かな回数のみライブを披露してきた。そのほとんどがサンフランシスコ周辺（ここではジェロが生活を営み、Alternative Tentaclesというレコード・レーベルを運営していた）で開催された。同バンドは、ミニストリーの1988年のThe Land of Rape and Honey Tourのツアー期間中と、1989年から1990年までのThe Mind Tourのツアー期間中に加え、ロサンゼルスでのミニストリーのコンサートの終了時に1度（2003年3月24日）、『ラスト・テンプテーション・オブ・リード』のレコーディングを終えた後にシカゴで1度、そしてミニストリーによるEvil Doer Tourの日程のうち、サンフランシスコ（2004年9月26日）、ポートランド（2004年9月28日）およびシアトル（2004年9月29日）で演奏を披露した。主要メンバーが他のプロジェクトで活動していたため、バンドがツアーを敢行できる可能性が低かったのである。
ジュールゲンセンとの2009年3月のインタビューによれば、彼とビアフラは、ジュールゲンセンの所有するEl Pasoスタジオでレコーディングされることになっていた新しいラードのアルバム作品の制作に取り組んでいた。しかしながら、2010年1月のジェロ・ビアフラとのインタビューによると、彼は新しいラードのアルバムは実現できそうもないと述べ、「私とアルはそれについて何年も話し合ってきたが、一緒に挑戦して作品を制作するための時間を確保できたことは一度もなかった」と語った。

## ディスコグラフィ

### アルバム
- 『ラスト・テンプテーション・オブ・リード』 - The Last Temptation of Reid (1990年、Alternative Tentacles)
- 『ピュア・チューイング・サティスファクション』 - Pure Chewing Satisfaction (1997年、Alternative Tentacles)

### EP
- 『パワー・オブ・ラード』 - The Power of Lard (1989年、Alternative Tentacles)
- I Am Your Clock (1990年、Alternative Tentacles)
- 70's Rock Must Die (2000年、Alternative Tentacles)